# 1e Primetime Emmy Awards
De 1e Primetime Emmy Awards, waarbij prijzen werden uitgereikt in verschillende categorieën voor de beste televisieprogramma's van 1948, vond plaats op 25 januari 1949 in Los Angeles. Enkel programma's die geproduceerd en uitgezonden werden in Los Angeles County kwamen in aanmerking om een prijs te winnen.

## Winnaars en nominaties
(De winnaars staan bovenaan in vet lettertype.)

#### Populairste televisieprogramma
(Most Popular Television Program)
- The Pantomime Quiz
  - Armchair Detective
  - Don Lee Music Hall
  - Felix De Cola Show
  - Judy Splinters
  - Mabel's Fables
  - Masked Spooner
  - Treasure of Literature
  - Tuesday Varieties
  - What's the Name of that Song

#### Beste televisiefilm
(Best Film Made for Television)
- The Necklace - Your Show Time Series
  - Christopher Columbus
  - Hollywood Brevities
  - It Could Happen To You
  - Tell Tale Heart
  - Time Signal

#### Televisiepersoonlijkheid
(Most Outstanding Television Personality)
- Shirley Dinsdale
  - Patricia Morrison
  - Rita LeRoy
  - Mike Stokey
  - Bill Welsh

#### Zender
(Station Award)
- KTLA

#### Technisch
(Technical Award)
- Charles Mesak & Don Lee voor Phasefader

#### Special Award
- Louis McManus voor het ontwerp van het Emmy-beeldje